# Ernő Kolczonay
Ernő Kolczonay (* 15. května 1953 – 4. října 2009 Budapešť, Maďarsko) byl maďarský sportovní šermíř, který se specializoval na šerm kordem. Maďarsko reprezentoval od roku 1973 s přestávkami 19 let. Na olympijských hrách startoval v roce 1980, 1988 a 1992 a v soutěži jednotlivců získal při své první účasti stříbrnou olympijskou medaili, kterou navázal na druhé místo z mistrovství světa z předešlého roku 1979. Byl oporou maďarského družstva kordistů, se kterým získal v roce 1978 titul mistra světa a v roce 1992 dosáhl s družstvem kordistů na stříbrnou olympijskou medaili.